# Tim-Tim
Tim-Tim est une commune rurale située dans le département de Kayao de la province du Bazèga dans la région du Centre-Sud au Burkina Faso.

## Santé et éducation
Tim-Tim accueille un centre de santé et de promotion sociale (CSPS).